# 다울레트 투를리하노프
다울레트 볼라토비치 투를리하노프(카자흐어: Дәулет Болатұлы Тұрлыханов 대울레트 볼라툴르 투를르하노프, 러시아어: Дауле́т Бола́тович Турлыханов, 1963년 11월 18일~)는 소련과 카자흐스탄의 레슬링 선수, 레슬링 지도자, 정치인이다. 1988년 하계 올림픽에서 그레코로만형 웰터급 은메달을 획득했고 1992년 하계 올림픽 그레코로만형 미들급에서 동메달을 획득했다. 또한 세계 선수권 대회에서 금메달 1개, 은메달 1개, 동메달 1개, 유럽 선수권 대회에서 금메달 1개, 아시안 게임에서 금메달 1개, 아시아 선수권 대회에서 금메달 2개를 획득했다.
투를리하노프는 1996년부터 2000년까지 카자흐스탄의 의회인 마질리스 의원을 지냈고 2023년부터 다시 의원직을 수행하고 있다.